# 僭主
僭主（羅馬化：tyrannos）通常对应为现代汉语的暴君， 是一个政治學術語。现代英语中的tyrant一词，是指不受法律约束的绝对统治者，或篡夺合法统治者主权的人 - 篡权者。暴君经常被描绘成残忍的，可能会通过采取镇压手段来捍卫自己的立场。  古希腊时代的早期認為，不通过世袭、傳統或是合法民主选举程序，憑藉個人的聲望與影響力，获得权力，來統治城邦的統治者，這樣的統治者被稱為僭主， 这个词在希腊古风时期和早期古典时期具有中性含义。在公元前五至前四世紀末，僭主在軍隊的支持下興起，特別是在西西里島。 但是，希腊哲学家柏拉图将tyrannos(僭主)视为一个否定词，由于哲学对政治的决定性影响，其否定内涵越来越多，一直延续到希腊化时期。

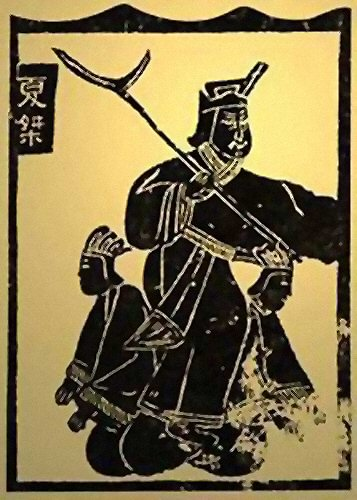
夏桀持戟坐在兩名女性身上，象徵他濫用權力壓迫別人

实际上，在古希腊的某些僭主是通过公开辩论和选举而获得统治权的。而很多国家政权形式，一开始也并非为僭主设计，但却很容易转变为僭主，因为制度设计没有能力阻止僭主的转变。譬如專政、社團主義、精英政治、神權政治等。

## 概論
在西方语境下的僭主，其辞源为古希臘語：，意思是君主，或城邦的統治者。這個字後來譯成拉丁語：，意思是不合法的統治者。到了中世紀，被譯成古法語：，後來照現在分詞-ant加上了-t，成為。至1290年代，中古英文出現了。
古希臘語：可能起源自前希臘時期的（basileus）或是（anax）。它可能跟第勒尼安海语言组（萨尔德、吕底亚、克利特岛及其他爱琴海海盗语言）的Tyrrhenians有關。在这个语言组中，希腊神话的爱神维纳斯发音为Turan（本意：女神），加上后缀Atunis（本意：统治）形成，意譯為“女神的统治”。
汉语中僭的意思则是超越本分的窃取 ，僭主本意也即是指篡权者。僭主一词未见于网上可查到的汉语词典，但是存在于日文中的汉语词汇。汉语中僭主一词多用来特指古希腊和古罗马时期的统治者。暴君则为现代汉语中使用更为广泛的同义词。

## 定義
在最早时期的古典希腊，僭主尚无贬义，只是一個對於城邦統治方式的形容。但在古希腊哲学家柏拉圖與亞里斯多德對於僭主提出嚴厲的批評之後，僭主開始成為帶有貶義的用語。柏拉图的《理想国》一书中，提及君主、寡頭、共和及僭主四种政体，其中，僭主被認為是一種最容易形成獨裁統治的政體。僭主統治的城邦，很容易出現獨裁的狀況。
柏拉圖与亞里斯多德对僭主的定义是：“一个不受最高法约束的统治者，以获取自己的权势和利益为第一目标，而不是为民众争取利益。為了保持自己的權勢，他会利用极端、残酷和狡诈的策略來对付国内的人民，以及他所有的敌人。”
亞里斯多德認為，僭主制是一種君主制。
啟蒙哲學家通過僭主的相關特徵來界定僭主。
「君主被稱為暴君，除了他的任性，還因為他不懂法律。」——哲學詞典
「法律在哪裡結束，暴政就在哪裡開始。」——政府論
现代政治学認為，「僭主」是指一个掌握国内最高权威政权（可以是独裁君主或一党制，也可以有议会或多党制），他们通过建立严酷的律法系统，将自身集团利益置于国民利益之上，他们一般会发展生产，然后从国民生产财富中进行转移和剥夺，以最大化自身的利益，保障自己的特权。
僭主国家通常的一些特点：贬低个人权利、高额的公共征收、限制个人自由、管控宗教和言论的传播渠道、引导并限制非政府组织的发展。并且，国家政权主要追求象征性的或道德性的治理目标，却不真切追求现实性的目标。
一个国家中，可能潜在分别被不同外部利益主体委托的多个僭主，或者同一个外部利益主体同时委托几名僭主候选人参与政府竞选。僭主政治通常只能在国家的经济运行中被察觉，而很难从具体政治主张或政治派别中识别，因为僭主是非常善于伪装的。
傀儡政權（代理人政权）也是一种僭主形式，但傀儡政权更强调信仰和意识形态的跟随。僭主并不都是傀儡政权，傀儡政权的统治则着重于将本国的经济利益输送给宗主国，一般采取尽量隐蔽的手法。

## 在希腊的历史形式
僭主最初出现在商业比较发达的城邦，如哥林斯、阿尔戈斯、麦加拉、雅典等。就目前所知，古希腊的第一位僭主是阿尔戈斯的斐冬。
最有名的僭主是雅典的庇西特拉图，他先后与公元前561年和公元前556年两次当上雅典城邦的统治者。他在位期间，支持平原农业，增加农民，制造大量橄榄油出口，由此他和他的马拉松客户获得巨额贸易利润。他通过雄心勃勃的工务计划，通过鼓励节日的创作，强化战争女神雅典娜的崇拜，以此达到至高无上的权力。庇西特拉图参选时号称他代表底层民众的利益，他没收贵族的土地并奖赏给穷人，削弱贵族的特权来抬高自己的特权。这可以看成是民粹主义或甚至社会主义的早期实例。
当庇西特拉图的儿子继承他的统治地位后，贪污腐败和官僚主义就大量暴露了，最后在公元前510年，斯巴达城邦受雅典的阿波罗神殿祭祀的请求，攻入雅典，终结了庇西特拉图家族的统治，并将他们流放。
希腊的僭主大多与工商业集团密切联系，他们当权后往往大力发展工商业，提高商人和国内手工业者的地位，但是值得注意的是：这些商人未必是国内的商人，他们可能是一些贸易路线上的游牧民族甚至是海盗。
僭主的死敌是斯巴达城邦。斯巴达城邦是寡头统治，他们非常抵制僭主统治，因為它違反傳統。斯巴达建立了强大的联盟来推翻那些僭主城邦，成为当时的希腊盟主。同时波斯帝国开始进军希腊，许多僭主城邦求助波斯的军事力量试图消灭斯巴达。

## 本质
在根本上，僭主统治是建立在成熟的官僚阶层和强权政府的基础之上。具体来说，约翰·洛克在反对「神圣权力」的一本专著《政府论》（Two Treatises on Government）中说明僭主统治是：“僭主统治是基于‘主权大于人权’的意识形态之上：当国家权力落入任何人手中时，统治者不会为了国家的人民利益服务，而是为了统治者自己的利益服务。”
洛克对僭主概念的解释深刻影响了今后的政论家，于是“人权”和“民主”作为僭主统治的克星而获得最广泛的关注。在英國的護國公時期，奧利佛·克倫威爾被認為是一名僭主；美国总统托马斯·杰斐逊在《独立宣言》中亦指称英国国王乔治三世是一名僭主。在法国大革命中，法国国王路易十六被认为是个僭主；在法国的之后的革命中，拿破仑一世也被认为是一名僭主。在近現代的歷史中，諸如蘇聯的列寧與史達林、德意志國的希特勒、義大利王國的墨索里尼、西班牙國的佛朗哥、中國的袁世凱與蔣中正及毛澤東、北韓的金日成、越南的胡志明、土耳其的凱末爾、伊朗的霍梅尼、埃及的納賽爾、古巴的菲德爾·卡斯楚、衣索比亞的門格斯圖、伊拉克的薩達姆·海珊、印尼的蘇卡諾與蘇哈托、菲律賓的費迪南德·馬可仕等知名政治人物皆曾有被視為是僭主的記錄。

## 獲得和保留權力的方法
一位20世紀的歷史學家認為：

希臘商業城市的權力之路很簡單：攻擊貴族，宣稱捍衛窮人，並與試圖中產者達成諒解。希臘僭主上台後，廢除了債務，或沒收了大筆財富，對富人徵稅以資助公共工程，或以其他方式重新分配了過度集中的財富。在通過這樣的措施使群眾依附於自己的同時，他通過促進與國家造幣和商業條約的貿易以及提高商人的社會聲望來獲得工商界的支持。希臘的僭主政治被迫依靠大眾而不是世襲力量，在很大程度上沒有戰爭，支持宗教，維持秩序，提倡道德，鼓勵藝術，並因美化城市而大量增加收入。在很多情況下，他們同時又保留了民主政府的形式，因此，即使在希臘僭主統治下，人民也學會了自由的方式。。